# Baré
Die Baré sind ein indigener Stamm im Dreiländerdreieck Venezuela-Kolumbien-Brasilien am Rio Negro, benachbart zu den Wakuénai im Norden.
Ihre Sprache ist Arawakisch, ISO-639-3: bae.

## Siedlungsgebiete
Das brasilianische Instituto Socioambiental verzeichnet neun registrierte Indianerreservate: Cué-Cué/Marabitanas, Alto Rio Negro, Médio Rio Negro I, Médio Rio Negro II, Rio Tea, Balaio, Baixo Rio Negro, Rio Araçá, Rio Padauari.